# 新目白通り
新目白通り（しんめじろどおり）は、東京都文京区から新宿区に至る道路の通称である。東京都市計画道路放射第7号線の一部で、目白通りのバイパスとして整備された。

## 構成路線
- 東京都道8号千代田練馬田無線
江戸川橋交差点 - 西落合一丁目交差点

## 都市計画
東京都市計画道路放射第7号線の一部である。

## 歴史
放射第7号線はかつての清戸道に対応する路線として計画された。都心部から都電早稲田駅交差点までは大正時代から東京市電の路線があったが、それより西側の郊外にはまとまった道路は存在しなかった。昭和10年ごろ郊外部（西落合一丁目交差点以西）で整備が進んだが、新目白通りの区間はほとんどが住宅街となっていた。この区間は高度経済成長期に事業化されたものの、用地買収が難航し最終的に全線が開通するまでに20年以上を要した。

### 沿革
- 1918年（大正7年）6月26日 - 東京市電江戸川橋停留所から早稲田停留所が開業
- 1927年（昭和2年）8月10日 - 東京都市計画道路新設認可（放射第7号線）[2][3]
- 1946年（昭和21年）3月26日 - 都市計画決定（放射第7号線）[4]
- 1950年（昭和25年）3月2日 - 放射第7号線の計画幅員縮小[5]
- 1961年（昭和36年）10月5日 - 西落合一丁目交差点から都電早稲田駅交差点まで事業決定（1968年度までの予定）[6]
- 1967年（昭和42年）7月25日 - 西落合一丁目交差点から山手通りまで開通[7]
- 1968年（昭和43年）9月29日 - 都電江戸川線が廃止される
- 1969年（昭和44年）3月 - 山手通りから下落合駅前交差点まで開通[6]
- 1973年（昭和48年）5月21日 - 山手線ガードから明治通りまで開通[8]
- 1984年（昭和59年）
  - 3月24日 - 明治通りから都電早稲田駅交差点まで開通[9]
  - 5月1日 - 新目白通りの通称が設定される